# Christoph Andersson
Christoph Elmer Gerhard Herrman Andersson, född 7 juli 1956 i Linköping, är en svensk journalist och författare. Han undervisar (2021) i journalistik vid Södertörns högskola.

## Biografi
Andersson har som journalist bevakat Tyskland under många år, och har även släktingar som levde i det forna DDR. Detta har bidragit till hans intresse för kartläggning och publicering av skeenden i DDR med anknytning till Sverige.
När Stasis arkiv öppnades kunde Andersson i samarbete med Bo G. Andersson avslöja hur Bofors kringgick alla exportrestriktioner och med Stasis hjälp sålt järnvägslaster med krut till såväl DDR som vidare till Iran i det då pågående Iran-Irak-kriget. Historian beskrevs i boken Die Akte Bofors: Stasidokumenten som avslöjar den svenska krutsmuggligen (1993) samt i dokumentären Den stora krutbluffen som visades 1996 i Sveriges Television.
I november 2004 sändes Anderssons dokumentär "Scoopet som försvann" om tv-journalisten Cat Falck:s försvinnande, där han bland annat kartlägger kopplingar till topphemlig statsunderstödd smuggling via DDR som tänkbara motiv. Programmet var ett av SR:s bidrag till 2005 års Prix Italia-tävling i Milano.
Andersson kritiserade 2007 framväxten av en ny generation av högerextremism, nynazism och främlingsfientlighet samt nätencyklopedin Metapedia.
År 2013 gav Andersson ut boken Operation Norrsken: om Stasi och Sverige under kalla kriget. Boken tar upp en rad östtyska kampanjer och olika kontakter mellan länderna. "Operation Norrsken" var till exempel namnet på en östtysk satsning för att lyfta fram det svenska kungahusets kopplingar till Nazityskland, och på så vis få hållhakar på Sverige. Boken berättar även om hur Stasi gjorde affärer med Bofors och möjliggjorde leveranser av svenskt krut och sprängämnen via bulvanföretag till Iran. En stor del av boken handlar om norrbottensprästen Alexander Radler vars roll som informatör för Stasi blev allmänt känd 2012.
År 2021 gav han ut boken Svenska SS-fruar: med uppdrag att föda ariska barn. I boken beskrivs bland annat den ansökningsprocess som svenska blivande fruar till SS-män genomgick, där syftet var att klarställa att kvinnan skulle ha gener av högsta kvalitet, utan anlag till ärftlighetssjukdomar, inte vara uppblandad med främmande raser och vara kapabel att föda barn åt tysklands Führer, Adolf Hitler. Efter kriget har få velat tala om sitt liv som SS-fruar, och Andersson talar om paralleller till de kvinnor som rest till Mellanöstern för att föda barn för Islamiska statens räkning.

## Utmärkelser
- 2009 – Ikarospriset, utdelat av Public Service-klubben vid Sveriges Radio, i klassen bästa fördjupande samhällsprogram i radio, för "Från gatan in i Parlamenten".[11]